# Slim Lidén
Slim Odd Håkan Lidén, född 14 september 1944 i Bromma, är en svensk musiker, främst inom folkmusik, och drogförebyggare.
Lidén var från 1966 medlem i musikgrupperna Diddlers, Freedom Singers, Låt & Trall, Arbetets söner & döttrar och Opponer. Han deltog även i musikprojektet Tillsammans. År 1984 utgavs, med stöd av försäkringsbolaget Folksam,  musikalbumet Rysk roulett på vilket diverse artister framförde låtar med texter, skrivna av Lidén, vilka varnade för narkotika. Han är grundare av och förbundssekreterare i Riksförbundet SMART, ett nätverk för alla som arbetar tidigt tobaks-/drogförebyggande med hjälp av positiv förstärkning och individuella kontrakt (kontraktsmetoden) för ungdomar. År 2013 utnämndes han till Årets förebyggare av Centralförbundet för alkohol- och narkotikaupplysning (CAN).